# 利比亞阿拉伯航空114號班機空難
利比亞阿拉伯航空114號班機是一班由利比亞首都的黎波里前往埃及首都開羅的定期航班。在1973年2月21日早上10時，一架波音727客機執行此航班，但因天氣惡劣及導航儀器失靈而迷路，誤闖入當時仍被以色列佔領的西奈半島上空，最後被以色列空軍的兩架F-4幽靈戰鬥機擊落，機上113人中只得5人生還，當中包括肇事客機的副機師。

## 經過

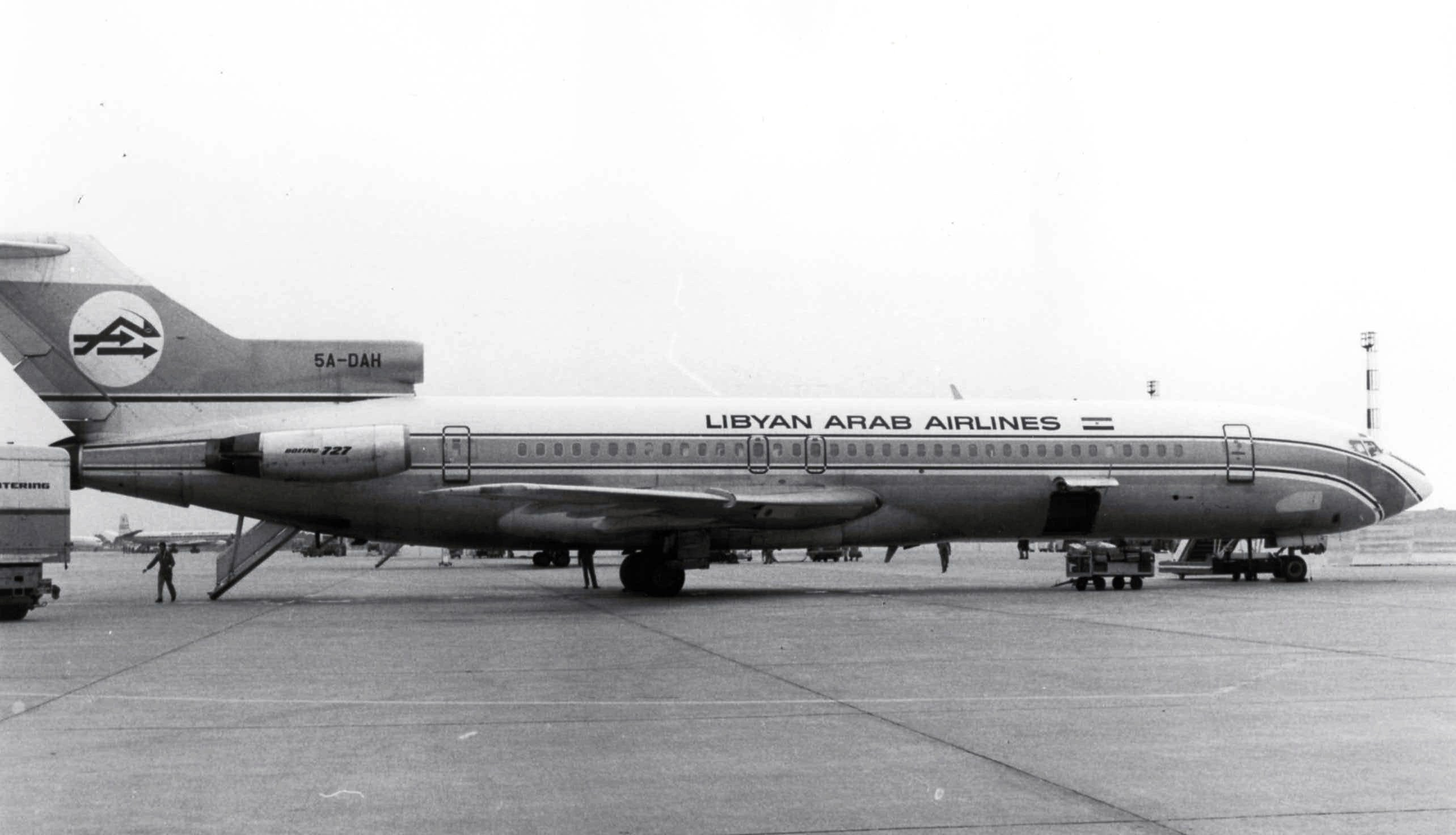
被擊落的波音727，攝於1972年

此班機由法國籍的機長、飛航工程師，及利比亞籍的副機長負責駕駛。飛機在利比亞東部的班加西作短暫停留後，便載著113名乘客及機員，繼續起程前往開羅。
當客機以巡航高度飛越埃及北部時，突然遭遇特大沙暴。由於能見度低，機組員只能以當時屬頂尖科技的無線電與塔台對話以維持航線不偏離。約下午1時44分，機長發現他們最終仍偏離航道，因為機上的羅盤發生故障。他們此時不但找不到任何導航燈，亦不知自己身處何方。他亦沒有向埃及塔台報告他們的處境，反而在收到埃及航空交通管制許可後，開始下降高度。但由於順風增加，飛機嚴重地往東部偏離航道，飛越了蘇伊士運河，抵達了於六日戰爭中被以色列佔領的西奈半島上空。
當時中東地區局勢非常緊張，以色列及以埃及為首的阿拉伯國家在六日戰爭後雖簽署停戰協議，但依然正醞釀著隨時開戰。而客機正接近迪莫納高度機密的核子研究中心上方的領空。以色列對這個核設施極為重視和戒備，有指以色列在此製造核武。當114號班機於1時54分飛抵西奈半島上空20,000呎時，以色列空軍立即於兩分鐘後派出兩架F-4戰機升空調查及作出攔截。戰機機師以目視留意著客機及機員，並以手勢指示客機要跟從他們降落，之後又以搖動機翼方式要客機遵從戰機指示，發現無效後又開火警告客機。可是客機不但仍然沒遵從戰機指示，反而企圖調頭返回開羅。此舉被以色列戰機視為違令逃跑，於是以20mmM61火神式機砲射擊客機，命中了客機機翼。
客機中彈後，並未立即解體，但隨即著火，機砲嚴重損壞了客機控制面、液壓系統及機翼結構。飛機高度急降，機長立即於沙漠上以機腹作緊急著陸，但飛機於著陸過程中發生爆炸，機上的113人中，108人死亡。

## 事故之後
副機師在事件中幸運生還，後來講述當時以軍戰機的確要求客機聽從他們指示降落，但當時基於以色列及利比亞的緊張關係，使他們公然違反戰機指令。不過，利比亞政府卻指兩戰機是在毫無預警的情況下攻擊客機，因為以軍戰機將114號班機視為一架間諜機，足以威脅以色列安全。而以色列政府亦透露，114號班機是經以色列參謀總長大衛·伊拉薩（David Elazar）的個人授權擊落的，因為他們辯駁，指客機機員做出怪異行為。而為了提高國家安全，這次行動是絕對明智的。
聯合國事後並未對以色列採取任何行動。但國際民航組織（ICAO）30名國際成員投票譴責以色列的攻擊行動。而美國亦不接受以色列提出的理據，並認為他們在這次事故中的行為是野蠻的。事件令原本局勢極為緊張的中東地區火上加油，終於在事件發生後半年爆發贖罪日戰爭。

## 外部連結
- Aviation Safety Network 報告（页面存档备份，存于）
- AirDisaster.Com 報告（页面存档备份，存于）